# HD 62318
HD 62318，又名CD-44 3655，SAO 218905、HR 2984，是一颗恒星，视星等为6.41，位于銀經257.96，銀緯-10.57，其B1900.0坐标为赤經7h 38m 13.5s，赤緯-44° -10.57′ 50″。